# Attu (Grenlandia)
Attu – miejscowość na zachodnim wybrzeżu Grenlandii, w gminie Qaasuitsup. Wg stanu na lipiec 2005 w Attu znajduje się heliport będący środkiem komunikacji z innymi miejscowościami na Grenlandii.
W roku 2011 liczba mieszkańców wynosiła 233 osoby.